# Sebastira plana
Sebastira plana är en spindelart som beskrevs av Arthur M. Chickering 1946. Sebastira plana ingår i släktet Sebastira och familjen hoppspindlar. Inga underarter finns listade i Catalogue of Life.